# Starsiege:Tribes
Starsiege: Tribes é um video game de Tiro em primeira pessoa. É o primeiro da série de jogos Tribes e segue a história da Metaltech: Earthsiege e Starsiege. Foi desenvolvido pela Dynamix e distríbuido pela Sierra On-Line em 1998. Um pacote de expansão, Tribes Extreme, foi cancelado; ele iria adicionar missões single-player, mapas multiplayer , e bots IA.

## Gameplay
Tribes  é um jogo baseado em esquadrão multiplayer online. A história se passa no século 40, depois que a humanidade se estabeleceu através das galáxias através de portões. O conflito eclodiu entre várias facções humanas, as quatro maiores das quais são os Filhos da Fênix, que descendem de pessoas isoladas do Grande Império Humano durante a "diáspora do salto", a Águia de Sangue, uma força de cavaleiros imperiais originalmente enviados de o Império para subjugar Humanos que se tornaram 'tribais' com o tempo, e Diamond Sword e Starwolf, que são de importância secundária, com inúmeras outras tribos dissidentes constantemente lutando por território. O jogador assume o papel de um guerreiro leal a uma das quatro principais tribos que lutam na linha de frente do conflito. [carece de fontes?]
As batalhas ocorrem em um dos 40 níveis. A maioria dos mapas padrão são ambientes externos em uma variedade de climas, do sol à neve e do granizo. Em geral, as bases estão espalhadas pelo mapa, dependendo do tipo de jogo. Os ambientes externos podem se estender por vários quilômetros no jogo. [carece de fontes?]
Existem cinco tipos de jogos "padrão" distintos:
- Capture the flag (CTF) - Cada equipe (até oito, normalmente menos de três em qualquer missão) tem uma ou mais bases e uma única bandeira. Cada equipe tenta pegar a bandeira de uma equipe adversária e tocá-la com a sua, o que "captura" a bandeira e concede um ponto à equipe capturadora. Se um portador da bandeira é morto, a bandeira é descartada; a bandeira pode ser apanhada por um companheiro de equipe para finalizar a captura, devolvida instantaneamente à sua base por um membro da equipe da bandeira ou devolvida após um certo intervalo de tempo. Os empates ocorrem frequentemente quando as bandeiras de várias equipes são levadas ao mesmo tempo; a bandeira de uma equipe deve estar em sua base para realizar um "limite". O Capture the Flag é um modo popular, com 75% dos servidores executando esse tipo de jogo.
- Deathmatch (DM) - Pode ser jogado com ou sem times; nos dois casos, os jogadores devem obter o maior número de mortes para vencer.
- Capturar e manter (C&H) - As equipes devem procurar bases capturáveis ou outros ativos, às vezes completos com torres e estações, em todo o mapa. Os pontos são dados com base na quantidade de tempo que um ativo é "propriedade".
- Defender e destruir (D&D) - Os jogadores de uma equipe devem destruir certos itens na base de um inimigo antes que o inimigo faça o mesmo com sua base. Jogos subseqüentes baseados em equipe first person person, no entanto, usaram variações do conceito (como nos jogos mais recentes  Unreal Tournament  e seu tipo de jogo "Assault"). Defender e Destruir é o segundo tipo de jogo mais popular.
- Localizar e recuperar (F&R) - Um número de bandeiras estão espalhadas pela área da missão. Os membros da equipe devem encontrá-los e trazê-los de volta à sua base. As bandeiras também podem ser capturadas do inimigo. A equipe para capturar todas as bandeiras vence. [carece de fontes?]

Cada jogador usa armadura leve, média ou pesada. Armaduras mais pesadas fornecem grandes quantidades de armadura, energia e munição. Diferentes tipos de armaduras suportam diferentes armas e equipamentos; por exemplo, apenas a armadura pesada suporta a argamassa pesada, mas apenas a armadura leve suporta o rifle sniper. Quando o dano é causado ao jogador (ao cair ou ser ferido por uma arma), a armadura é perdida . A perda de toda a armadura resulta na morte do jogador. Depois de morrer, o jogador reaparece na base do time (ou em algum lugar no campo). Os jogadores também têm uma célula de energia, que é utilizada para fazer jatos, disparar alguns tipos de armas e ativar pacotes. Os diferentes tipos de armadura podem ser acessados em uma estação de inventário. Existem vários itens de equipamento utilizáveis pelos jogadores, incluindo veículos, oito armas e "pacotes" que alteram as habilidades do jogador. Em alguns mapas, as bases incluem vários mecanismos de defesa e outras ferramentas para ajudar a equipe: geradores, torres, estações e sensores. Os geradores fornecem energia aos sistemas. Destruí-los pode desativar a defesa de uma equipe inteira desativando torres e estações. As armas incluem argamassa pesada, rifle sniper, lançador de disco explosivo, metralhadora de curto alcance, lançador de granadas, blaster, rifle de plasma e rifle a laser.
Além de correr e pular, os jogadores estão equipados com um jetpack que permite acelerar no ar até que a energia da armadura seja consumida. Além do movimento em linha reta, o jetpack tem outros usos versáteis. Pode ser usado para fazer saltos curtos enquanto zigue-zague para tornar um jogador mais difícil de atingir em áreas abertas. Um impulso ascendente pode ajudar o jogador a fugir dos inimigos que se aproximam, armados com armas de curto alcance.
Outro método de movimento é conhecido como "esqui", e conta com a exploração do mecanismo de física do jogo. Se um jogador tocar no salto botão com o tempo correto enquanto desce uma colina, o momento se acumula. É possível obter altas velocidades dessa maneira e, se esse momento levar o jogador ao topo de outra colina, o jetpack poderá ser usado para impulsioná-lo rapidamente pelo mapa. Essa técnica foi posteriormente desenvolvida para um recurso de jogo da Dynamix para  Tribes 2 .

## Recepção
Nos Estados Unidos,  Starsiege: Tribes  vendeu 98.840 cópias em 1999.
 Next Generation  revisou a versão para PC do jogo, classificando-a em cinco estrelas em cinco, e afirmou que " Tribes  tem o design e a tecnologia para ser o próximo padrão em jogos de ação. "
O jogo recebeu análises "favoráveis" de acordo com o site agregação de análises GameRankings.
GameSpot considerou o jogo um equilíbrio quase perfeito entre jogabilidade, conectividade online e desempenho rápido. A jogabilidade multiplayer fez comparações com NovaLogic 's' 'Delta Force' , com bons visuais e carregamento de armas personalizável. Os mapas foram destacados como sendo maravilhosamente renderizados, com transições internas-externas perfeitas. As críticas do site incluíam a dificuldade em conduzir um combate de longo alcance, a falta de armas de combate corpo-a-corpo e as filas que se formam nos consoles de armas. Eles achavam que  Tribos  teriam se beneficiado de um modo de treinamento mais forte e de uma melhor manipulação de pontuações e estatísticas.
Em 2005, a GameSpot escolheu o jogo como um dos "Melhores Jogos de Todos os Tempos".
A Academia de Artes e Ciências Interativas nomeou  Starsiege: Tribes  pelo prêmio de "Jogo de Ação do Ano" em 1998, embora o jogo tenha perdido para  Half- Vida . O jogo venceu  Computer Games Strategy Plus  ' prêmio de "Jogo Online do Ano" de 1998. Os editores destacaram seu "excelente desempenho na Internet, profundidade de estratégias e táticas, além de sua acessibilidade e facilidade de jogo". ' 'PC Gamer US'  concedeu ao jogo seu prêmio de 1999 "Realização Especial em Inovação"; os editores disseram que " Tribos  reescreveu as regras do combate on-line" e que apresenta "código de rede hermético e o que ainda é hoje uma das melhores interfaces on-line independentes que já vimos". Foi finalista do prêmio "Melhor Jogo Multijogador" da revista, mas perdeu para  Team Fortress Classic .

## Sequelas
Uma sequência, "Tribes 2", foi lançada em março de 2001. Sierra licenciou a franquia para Irrational Games para uma terceira parcela "" Tribes: Vengeance ", que foi lançado em outubro de 2004. Vivendi Universal lançou  Starsiege: Tribes  e  Tribes 2  gratuitamente em 4 de maio de 2004 em um  DVD-ROM com "" Computer Gaming World  e no FilePlanet para promover o lançamento de  Tribes: Vengeance .